# Cantón de Héricourt-Oeste
El cantón de Héricourt-Oeste era una división administrativa francesa, que estaba situada en el departamento de Alto Saona y la región de Franco Condado.

## Composición
El cantón estaba formado por quince comunas, más una fracción de la comuna que le daba su nombre:
- Belverne
- Champey
- Chavanne
- Chenebier
- Coisevaux
- Courmont
- Couthenans
- Étobon
- Héricourt (fracción)
- Lomont
- Saulnot
- Tavey
- Trémoins
- Verlans
- Villers-sur-Saulnot

## Supresión del cantón de Héricourt-Oeste
En aplicación del Decreto nº 2014-164 de 17 de febrero de 2014, el cantón de Héricourt-Oeste fue suprimido el 22 de marzo de 2015 y sus 16 comunas pasaron a formar parte del nuevo cantón de Héricourt-2.